# Sainte-Colombe-sur-Loing
Sainte-Colombe-sur-Loing è un comune francese di 190 abitanti situato nel dipartimento della Yonne nella regione della Borgogna-Franca Contea.

## Società

### Evoluzione demografica
Abitanti censiti